# Palaquium

A guttapercha kémiai szerkezete

A Palaquium a hangavirágúak (Ericales) rendjébe, a szapotafafélék (Sapotaceae) családjába tartozó növénynemzetség. A trópusokon élő örökzöld fák, melyek Délkelet-Ázsiában és Észak-Ausztrálázsiában őshonosak, Tajvantól délre a Maláj-félszigetig, és keletre a Salamon-szigetekig. A nemzetségbe tartozó fák, különösen a Palaquium gutta tej- vagy latexszerű nedvét guttaperchának nevezik: ez egy politerpén, az izoprén (transz-1,4-poliizoprén) egy polimerje.
A „guttapercha” szó a fa maláj nevéből (getah perca) ered, ami percha-gumit jelent.
A fák 5-30 méter magasak, törzsük átmérője 1 méter is lehet. Egyszerű örökzöld  levelei váltakozó állásúak vagy spirálisak, 8–25 cm hosszúak, színükön fényes zöldek, fonákjuk gyakran sárga vagy hamvas szürke. A virágok apró fürtökben nyílnak, pártájuk fehér, 4-7 (többnyire 6) hegyes cimpával. A termés tojásdad formájú bogyótermés, 1-4 maggal. Több faj termése ehető.

## Felhasználása
Tejszerű nedve élettanilag közömbös, rugalmas, jó elektromos szigetelő. Több faj fája is értékes.
A guttaperchafából (Palaquium gutta) nyert latexot a galvanoplasztikában – grafittal bevonva – formaképelésre használják. A fogászatban kedvező fizikai és kémiai tulajdonságai miatt a guttaperchát gyökérkezelésnél gyökértömő anyagként, valamint ideiglenes tömőanyagként hasznosítják.

## Fajok
- Palaquium abundantiflorum H.J.Lam
- Palaquium amboinense Burck
- Palaquium annamense Lecomte
- Palaquium barnesii Merr.
- Palaquium bataanense Merr.
- Palaquium beccarianum (Pierre) P.Royen
- Palaquium bourdillonii Brandis
- Palaquium brassii H.J.Lam
- Palaquium burckii H.J.Lam
- Palaquium calophyllum (Teijsm. & Binn.) Pierre ex Burck
- Palaquium canaliculatum (Thwaites) Engl.
- Palaquium clarkeanum King & Gamble
- Palaquium cochleariifolium P.Royen
- Palaquium confertum H.J.Lam
- Palaquium crassifolium Pierre ex Dubard
- Palaquium cryptocariifolium P.Royen
- Palaquium cuprifolium Elmer
- Palaquium dasyphyllum Pierre ex Dubard
- Palaquium decurrens H.J.Lam
- Palaquium densivenium K.Krause
- Palaquium dubardii Elmer
- Palaquium edenii Pierre ex Dubard
- Palaquium elegans Griffoen & H.J.Lam
- Palaquium ellipticum (Dalzell) Baill.
- Palaquium elliptilimbum Merr.
- Palaquium elongatum Merr.
- Palaquium eriocalyx H.J.Lam
- Palaquium erythrospermum H.J.Lam
- Palaquium ferrugineum Pierre ex Dubard
- Palaquium fidjiense Pierre ex Dubard
- Palaquium firmum C.T.White
- Palaquium formosanum Hayata
- Palaquium foxworthyi Merr.
- Palaquium galactoxylum (F.Muell.) H.J.Lam
- Palaquium garrettii Fletcher
- Palaquium gigantifolium Merr.
- Palaquium glabrifolium Merr.
- Palaquium glabrum Merr.
- Palaquium globosum H.J.Lam
- Palaquium grande (Thwaites) Engl.
- Palaquium gutta (Hook.) Baill.
- Palaquium hansenii Chantaranothai
- Palaquium herveyi King & Gamble
- Palaquium heterosepalum Merr.
- Palaquium hexandrum (Griff.) Baill.
- Palaquium hinmolpedda P.Royen
- Palaquium hispidum H.J.Lam
- Palaquium hornei (Hartog ex Baker) Dubard
- Palaquium impressionervium Ng
- Palaquium karrak Kaneh.
- Palaquium kinabaluense P.Royen
- Palaquium laevifolium (Thwaites) Engl.
- Palaquium lanceolatum Blanco
- Palaquium leiocarpum Boerl.
- Palaquium lisophyllum Pierre ex Dubard
- Palaquium lobbianum Burck
- Palaquium loheri Merr.
- Palaquium luzoniense (Fern.-Vill.) Vidal
- Palaquium macrocarpum Burck
- Palaquium maingayi (C.B.Clarke) Engl.
- Palaquium majas H.J.Lam
- Palaquium maliliense P.Royen
- Palaquium masuui P.Royen
- Palaquium merrillii Dubard
- Palaquium microphyllum King & Gamble
- Palaquium mindanaense Merr.
- Palaquium montanum Elmer
- Palaquium morobense P.Royen
- Palaquium multiflorum Pierre ex Dubard
- Palaquium neoebudicum Guillaumin
- Palaquium njatoh Burck
- Palaquium obovatum (Griff.) Engl.
- Palaquium obtusifolium Burck
- Palaquium oleosum Burck
- Palaquium ottolanderi Koord. & Valeton
- Palaquium oxleyanum Pierre
- Palaquium oxyspermum H.J.Lam
- Palaquium pauciflorum (Thwaites) Engl.
- Palaquium petiolare (Thwaites) Engl.
- Palaquium philippense (Perr.) C.B.Rob.
- Palaquium pierrei Burck
- Palaquium pinnatinervium Elmer
- Palaquium polyandrum C.B.Rob.
- Palaquium polyanthum (Wall. ex G.Don) Baill.
- Palaquium porphyreum A.C.Sm. & S.P.Darwin
- Palaquium pseudocalophyllum H.J.Lam
- Palaquium pseudocuneatum H.J.Lam
- Palaquium pseudorostratum H.J.Lam
- Palaquium quercifolium (de Vriese) Burck
- Palaquium ravii Sasidh. & Vink
- Palaquium regina-montium Ng
- Palaquium ridleyi King & Gamble
- Palaquium rigidum Pierre ex Dubard
- Palaquium rioense H.J.Lam
- Palaquium rivulare H.J.Lam
- Palaquium rostratum (Miq.) Burck
- Palaquium rubiginosum (Thwaites) Engl.
- Palaquium rufolanigerum P.Royen
- Palaquium sambasense Pierre ex Dubard
- Palaquium semaram H.J.Lam
- Palaquium sericeum H.J.Lam
- Palaquium simun P.Royen
- Palaquium sorsogonense Elmer ex H.J.Lam
- Palaquium stehlinii Christoph.
- Palaquium stellatum King & Gamble
- Palaquium stipulare Pierre ex Dubard
- Palaquium sukoei C.E.C.Fisch.
- Palaquium sumatranum Burck
- Palaquium supfianum Schltr.
- Palaquium tenuifolium K.Krause
- Palaquium tenuipetiolatum Merr.
- Palaquium thwaitesii Trimen
- Palaquium tjipetirense H.J.Lam
- Palaquium vexillatum P.Royen
- Palaquium vidalii Pierre ex Dubard
- Palaquium vitilevuense Gilly ex Royen
- Palaquium walsurifolium Pierre ex Dubard
- Palaquium warburgianum Schltr. ex K.Krause
- Palaquium xanthochymum (de Vriese) Pierre ex Burck
- Palaquium zeylanicum Verdc.